# Giorno di paga (film 1922)
Giorno di paga è un film interpretato, diretto e prodotto da Charlie Chaplin; fu proiettato la prima volta il 2 aprile 1922. Il corto preferito da Chaplin stesso, e anche il suo ultimo due bobine. Per la prima volta viene impiegata sul set l'illuminazione artificiale per girare scene in notturna.

## Trama
Operaio in un cantiere edile, maldestro come sempre, dimostra invece straordinaria abilità nel ricevere i mattoni lanciatigli dal basso dai colleghi (in realtà la scena è girata al contrario, è lui che li getta ai colleghi di sotto e poi riprodotta al contrario); la pausa pranzo: un montacarichi e la distrazione dei colleghi che alternativamente e distrattamente posano le loro pietanze su questo in movimento, suppliscono alla magra colazione di Charlot, che si ritroverà, inspiegabilmente (per lui), il secondo e la frutta serviti nel piatto e che senza star troppo a chiedersene la provenienza, consumerà con soddisfazione.
Alla fine della giornata lavorativa finalmente la paga, giusta ricompensa alle fatiche sopportate, giusta non proprio, secondo i calcoli di Charlot parrebbe che manchino dei soldi, alla fine della discussione col capomastro gli verrà sottratta una banconota e allora sì che i conti gli tornano. Previdente trattiene per sé una certa somma nascondendola all'interno del proprio cappello, ma la manovra non sfugge alla vista della sua terrificante consorte che l'ha raggiunto sul cantiere con l'evidente scopo di impossessarsi della paga. Charlot non si accorge della sua signora che lo segue allontanandosi dal cantiere, anzi, incrociata una bella ragazza, accantona una banconota in più prevedendo di concedersi ulteriori soddisfazioni, ma la moglie, piantandosi dinanzi al poveraccio, pretende la consegna di tutto il denaro; con un gioco d'abilità Charlot mentre gli consegna la paga con una mano riesce, con l'altra, a sottrarle ugualmente qualche spicciolo dileguandosi alla volta dell'osteria, dalla quale uscirà solo a notte fonda, provato ma felice, per intrattenersi coi compagni di bevuta in un improvvisato quanto strampalato coro, per la disperazione dei vicini costretti a cacciarli a secchiate d'acqua.
L'ora del rientro è matura, ma la direzione da prendere incerta, l'assalto all'ultimo tram diretto a casa, straripante di passeggeri, fallisce; la sua mente offuscata dall'alcool scambia un chiosco ambulante di salsicce per il tram: aggrappato alle salsicce come ci si aggrappa, appunto sul tram, resiste alle rimostranze dello sbigottito proprietario a cui non riesce di cacciarlo se non rimettendoci una fila di salami; a piedi, col salame in tasca, il povero diavolo rientra nella propria abitazione procurando di oliare per bene le scarpe onde evitare di svegliare la moglie addormentatasi col matterello in grembo pronta a giustiziare.
Giusto il tempo di spogliare la giacca, intenzionato a coricarsi, che la sveglia, inflessibile, alle 5,30 si mette a trillare svegliando la strega, costringendo ad un balzo Charlot e a fingere l'approntarsi al lavoro: un bacio sulla guancia alla consorte e via…ma appena varcata la porta della camera da letto si dirige in bagno con l'intenzione di sdraiarsi a riposare nella vasca, che raggiunge con un tuffo, ignorando però essere piena d'acqua fredda.
Facendo buon viso a cattiva sorte, sistemandosi degli indumenti inzuppati come cuscino e coprendosi con un panno, calatosi l'immancabile bombetta sugli occhi si concede all'agognato riposo.